# 若原幸雄
若原幸雄（わかはら ゆきお、1971年11月2日 - ）は日本の財務・金融官僚。金融庁総合政策局参事官（企画市場局担当）。

## 来歴
愛知県出身。東京大学法学部卒業。1994年 大蔵省に入省。銀行局総務課に配属。大学で法律を学ぶ中で、その執行を担う行政への関心が高まり、幅広い領域の仕事がある大蔵省を選んだという。1996年5月 銀行局中小金融課金融会社室。不良債権問題の対応等を担当。シドニー大学へ留学。1998年7月 理財局資金第一課。その後は金融庁総務企画局信用課長補佐、金融庁監督局総務課長補佐、財務省主計局主計官補佐（農林水産第四係主査）、大臣官房文書課長補佐兼大臣官房政策金融課などを務める。
2014年4月 静岡県経営管理部財務局長。2015年4月 静岡県経済産業部理事。
2017年7月6日 大臣官房付。同年7月10日 主計局給与共済課長。2018年7月17日 理財局計画官（内閣・財務、農林水産・環境、経済産業、国土交通担当）。2019年7月9日 理財局国債業務課長。
2020年7月20日 金融庁証券取引等監視委員会事務局総務課長。2021年7月8日 金融庁企画市場局総務課長兼金融庁企画市場局総務課決済システム強化推進室長兼金融庁企画市場局企業開示課長。同年7月19日 金融庁企画市場局総務課長兼金融庁企画市場局総務課決済システム強化推進室長。2023年7月4日 金融庁総合政策局参事官（企画市場局担当）兼金融庁企画市場局総務課長兼金融庁企画市場局総務課決済システム強化推進室長。2024年7月5日 金融庁企画市場局総務課長兼金融庁企画市場局総務課決済システム強化推進室長併任解除。
2025年07月01日金融庁総合政策局審議官。